# 1805 w muzyce
Wydarzenia muzyczne w 1805 roku.

## Wydarzenia
- 8 stycznia – w mediolańskiej La Scali odbyła się premiera opery Eraldo ed Emma Johanna Simona Mayra[1][2]
- 12 marca – w paryskim Théâtre Favart odbyła się premiera opery Julie, ou Le pot de fleurs Gaspare Spontiniego[1][2]
- 7 kwietnia – w wiedeńskim Theater an der Wien miała miejsce premiera III symfonii Beethovena[1][2]
- 30 kwietnia – w petersburskim  Ermitażu odbyła się premiera opery La jeune femme colère François-Adriena Boieldieu[1][2]
- 13 czerwca – w neapolitańskim Piazza del Pendio, odbyła się premiera kantaty Il fonte prodigioso di Orebre Giovanniego Paisiello[1][2]
- 26 czerwca – w padewskim Teatro Nuovo odbyła się premiera opery L'amor coniugale Johanna Simona Mayra[1][2]
- 7 sierpnia – w petersburskim kompleksie Peterhof odbyła się premiera opery Abderkan François-Adriena Boieldieu[1][2]
- 26 października – w weneckim Teatro La Fenice miała miejsce premiera opery La roccia di Frauenstein Johanna Simona Mayra[1][2]
- 20 listopada – w wiedeńskim Theater an der Wien odbyła się premiera opery Fidelio Ludwiga van Beethovena[1][2][3]
- 7 grudnia – Ludwig van Beethoven napisał referencje dla swojego ucznia Carla Czernego, który jako czternastolatek wykazał się wyjątkowym talentem[1][2]
- 26 grudnia – w weneckim Teatro La Fenice miała miejsce premiera opery Gli americani Johanna Simona Mayra[1][2]

## Urodzili się
- 5 marca – Théodore Labarre, francuski harfista i kompozytor (zm. 1870)
- 17 marca – Manuel García, hiszpański śpiewak operowy i nauczyciel muzyki (zm. 1906)
- 12 maja – Jan Nepomucen Bobrowicz, polski kompozytor i wirtuoz muzyki gitarowej (zm. 1881)
- 14 maja – Johann Peter Emilius Hartmann, duński kompozytor (zm. 1900)
- 17 maja – Teofil Klonowski, polski kompozytor i pedagog (zm. 1876)
- 8 lipca – Luigi Ricci, włoski kompozytor (zm. 1859)
- 27 lipca – Luigi Felice Rissi, włoski kompozytor i muzykolog (zm. 1863)
- 28 lipca – Giuditta Grisi, włoska śpiewaczka operowa (mezzosopran) (zm. 1840)
- 1 listopada – Alessandro Nini, włoski kompozytor (zm. 1880)
- 14 listopada – Fanny Mendelssohn, niemiecka kompozytorka i pianistka (zm. 1847)
- 22 listopada – Józef Brzowski, polski kompozytor, pedagog, dyrygent, wiolonczelista i publicysta muzyczny (zm. 1888)
- 10 grudnia – Amelia Załuska, polska kompozytorka, poetka, malarka (zm. 1858)

Data dzienna nieznana
- Wojciech Sowiński, polski pianista, kompozytor i publicysta muzyczny (zm. 1880)

## Zmarli
- 23 stycznia – Václav Pichl, czeski kompozytor i skrzypek muzyki klasycznej (ur. 1741)
- 4 lutego – Johann George Tromlitz, niemiecki flecista, wytwórca fletów, kompozytor (ur. 1725)
- 27 lutego – Stefano Paluselli, austriacki mnich, kompozytor, dyrygent chóru, skrzypek (ur. 1748)
- 28 maja – Luigi Boccherini, włoski kompozytor i wiolonczelista epoki klasycyzmu oraz rokoko (ur. 1743)
- 10 grudnia – František Hůrka, czeski kompozytor i śpiewak (tenor) (ur. 1762)

## Muzyka poważna
- 23 lutego – w wiedeńskim „Wiener Zeitung” opublikowano „Dwanaście tańców na fortepian, Op.16” Johanna Nepomuka Hummla[1][2]
- 6 lipca – w wiedeńskim „Wiener Zeitung” opublikowano „Fantazje na fortepian, Op.18” Johanna Nepomuka Hummla[1][2]
- 24 lipca – w wiedeńskim „Wiener Zeitung” opublikowano „Koncert na fortepian, skrzypce i orkiestrę, Op.17” Johanna Nepomuka Hummla[1][2]